# Busto di Guido Bentivoglio
Il busto di Guido Bentivoglio è una scultura marmorea realizzata da un artista ignoto, attivo a Roma negli anni trenta del XVII secolo. Era precedentemente attribuito all'artista fiammingo François Duquesnoy. Fu realizzato in un periodo successivo al 1638, presumibilmente intorno al 1641, ed è attualmente esposto alla Galleria nazionale d'Irlanda di Dublino.
Il cardinale Bentivoglio fu nunzio apostolico nelle Fiandre dal 1607 al 1615. Gli fu in seguito dato l'incarico di cardinale protettore di Francia a Roma, dove entrò in contatto con artisti quali Peter Paul Rubens e Antoon van Dyck, i quali facevano parte della stessa cerchia del Duquesnoy. Bentivoglio fu mecenate di vari artisti fiamminghi a Roma, nonché stretto collaboratore di Papa Urbano VIII, di cui divenne il protetto nel 1626.
Il busto si presenta relativamente statico, con particolare attenzione rivolta a dettagli come le borse adipose sotto gli occhi del cardinale. Il soggetto è stato identificato confrontando la scultura con il ritratto del cardinale realizzato da van Dyck.